# Палыгорскит
Палыгорскит — минерал, водный алюмосиликат магния. Наряду с монтмориллонитами, один из возможных компонентов бентонитовых глин.

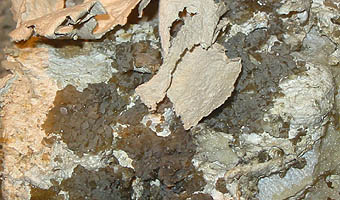
Палыгорскит

## Этимология и другие названия
Назван по палыгорскому участку (Палыгорская дистанция) — одному из участков большого пермского горного округа, находящемуся вблизи реки Поповка. Из-за характерной структуры минерал также имеет названия: «горная кожа», «горная пробка».

## Химические свойства
Приближённая химическая формула: Mg5(Si4O10)2(OH)2(H2O)4·4(H2O), но атомы магния обычно замещаются алюминием с образованием
(Mg,Al)2Si4O10(OH)2·8(H2O). Палыгорскит встречается с примесями Fe3+, Ca, Na, К.

## Физические свойства
Кристаллическая структура минерала — промежуточный тип между ленточными и слоистыми силикатами.
Строение агрегатов минерала — спутанно-волокнистое и кожистое, встречаются в виде корок (см. иллюстрацию).
Плотность: 2000—2300 кг/м³.

## Использование
В настоящее время используется в строительстве как экологичный теплоизоляционный материал.
Пористые свойства палыгорскита нашли ему применение в различных фильтрах очистки жидкостей, в том числе при фильтрации высокомолекулярных жидкостей, таких как нефть, растительное масло, жиры, уксус, вино, фруктовые соки.
В древние времена использовалась для созданий украшений, а также в медицине, в качестве средства от диареи. В высшей степени устойчивая к химическому и физическому воздействию голубая краска ацтеков и майя состоит преимущественно из индиго и палыгорскита.